# Magno Mocelin
Magno Mocelin (Curitiba, 26 febbraio 1974) è un ex calciatore brasiliano, di ruolo attaccante.

## Caratteristiche tecniche
Giocava come centravanti o centrocampista offensivo.

## Carriera

### Club
Nato nello Stato del Paraná, Magno crebbe calcisticamente nel settore giovanile del Flamengo. Esordì in prima squadra nel 1993, arrivando a disputare 10 incontri nel campionato nazionale; la stagione successiva trovò maggior spazio, e segnò 6 reti in 21 presenze. Nei suoi anni al Flamengo fu sempre considerato una riserva e nel 1995, con la composizione del terzetto d'attacco Romário-Edmundo-Sávio, Magno fu ceduto in prestito al Grêmio. Con il club di Porto Alegre vinse un campionato statale e, dopo aver ottenuto la vittoria in Coppa Libertadores, partecipò alla Coppa Intercontinentale 1995: Magno scese in campo subentrando a Jardel, e segnò durante i tiri di rigore, ma la sua squadra perse il titolo, che andò all'Ajax. Nel 1996 tornò al Flamengo, con cui giocò 5 partite, con 1 gol, nel campionato statale, ma fu poi ceduto a titolo definitivo al Groningen, squadra della massima serie olandese. Alla sua prima stagione nel calcio europeo Magno giocò 28 partite, e realizzò 10 reti. Alla seconda il suo club retrocesse, e Magno fu ceduto all'Alavés, in Spagna. Durante la Primera División 1998-1999 giocò 29 gare, la maggior parte delle quali da subentrato. Nella stagione 2000-2001 Magno arrivò, con il suo club, fino alla finale di Coppa UEFA: durante la competizione segnò anche due reti, e scese in campo nella finale contro il Liverpool, venendo espulso al 99º minuto. Dopo la retrocessione dell'Alavés in seconda divisione al termine del campionato 2003-2004, Magno tornò nei Paesi Bassi, giocando una stagione con il De Graafschap; ancora una volta la sua squadra passò dalla prima alla seconda divisione. Nel 2005 il giocatore brasiliano firmò un contratto con l'Omonia, squadra di Nicosia, e prese parte a tre edizioni del massimo campionato cipriota. Con l'Omonia ottenne, peraltro, 8 presenze e una rete in Coppa UEFA 2006-2007. Nel 2008 passò all'AEK di Larnaca, con cui disputò la sua ultima stagione da professionista.

## Palmarès

### Club

#### Competizioni nazionali
- Campionato Gaúcho: 1

Grêmio: 1995
- Campionato Carioca: 1

Flamengo: 1996
- Supercoppa di Cipro: 1

Omonia: 2005

#### Competizioni internazionali
- Coppa Libertadores: 1

Grêmio: 1995